# Kosta Manojlović
Konstantin "Kosta" P. Manojlović (en serbi: Коста Манојловић (Krnjevo, Velika Plana /Serbia), 4 de desembre, 1890 - Belgrad, 2 de novembre, 1949), va ser un compositor, etno musicòleg, pedagog i director de cors serbi.

## Joventut
Konstantin Manojlović, després d'acabar l'escola primària, va continuar la seva formació al seminari "Sant Sava" on es va graduar el 1910. Després va assistir a l'Escola de Música Sèrbia (ara coneguda com a Escola de Música Kosta Manojlović) on va ser alumne de Stevan Mokranjac. De 1910 a 1912 va treballar com a professor, primer a Ćuprija i després a Belgrad. El 1912, va rebre una beca per a la seva formació continuada a Moscou i Munic. Els seus estudis es van interrompre dues vegades a causa de les guerres dels Balcans. Durant la Primera Guerra Mundial, va participar en la retirada de l'exèrcit serbi per Albània i va pertànyer al grup de soldats serbis estacionats a Corfú. Allà, va establir un cor militar el 1916. El 1917 Manojlović va estudiar a la Universitat d'Oxford on es va dedicar a la polifonia vocal antiga, es va graduar el 1919 amb el seu treball On the Rivers of Babylon.

## Carrera
Manojlović va començar a compondre la seva Liturgija za muški hor ("Litúrgia per a cor masculin") a Kragujevac després de l'inici de la Primera Guerra Mundial, completant-la el 1916 durant la seva convalescència en un hospital militar a la ciutat albanesa de Fier. Durant el període 1919–31, va ser mestre de cor de la Societat Coral de Belgrad i durant el període 1931–39, a la Societat Mokranjac.
Manojlović coneixia totes les obres publicades sobre la història del cant eclesiàstic. Li agradaven especialment els articles escrits per investigadors apassionats de l'antiguitat sèrbia, els arxiprestats Lazar Bogdanović i Dimitrije Ruvarac. També va citar articles sobre l'estat de la pràctica cantant contemporània, així com prefacis en antologies de cant eclesiàstic de Tihomir Ostojić, Gavrilo Boljarić i Nikola Tajšanović.
Director de la "First Belgrad Singing Society", també va exercir com a secretari executiu de l'Orquestra Filharmònica de Belgrad (1923–40) i de la Unió Coral Iugoslava (1926–32). Va participar en la creació de la Societat de Música Iugoslava d'Autors (en serbi: Associació d'Autors de Música Iugoslava, UJMA) Manojlović també va ser fonamental en l'establiment de l'Acadèmia de Música de Belgrad, Va ser el seu primer rector el 1937–39 i va treballar com a professor allà fins a 1946. Per raons polítiques, es va veure obligat a retirar-se de l'organització.
Manojlović i altres, com Mokranjac, Kornelije Stanković, Petar Konjović, Miloje Milojević i Stevan Hristić, van ser alguns dels primers compositors de la música religiosa harmonitzada de Sèrbia. Dels seus contemporanis, Manojlović es va caracteritzar com un tradicionalista, juntament amb Svetolik Pascan, Milenko Paunović i Sava Selesković, mentre que Josip Slavenski era considerat un modernista. Alguns dels seus arranjaments vocals albanesos eren per a cançons urbanes. La col·lecció de 1933 de Manojlović de sis cançons corals basades en cançons populars d'Albània es va titular The Songs from the Land of Skenderbeg (en serbi: Песме земље Скендербегове).
Va morir a Belgrad el 1949. Muzička škola "Kosta Manojlović", Zemun: 1939–1989 es va publicar en el 60è aniversari de la fundació de l'Escola de Música Kosta Manojlović.

## Obres seleccionades
- 1933: Svadbeni običaji u Peći
- 1935: Svadbeni običaji u Debru o Župi
- 1938: Stevan St. Mokranjac i njegove muzičke studije u Münchenu, amb Stevan Stojanović Mokranjac
- 1938: Pesme naših rodnih strana, amb Helen Rootham, Germaine Cordonnier, i A Crozi.
- 1942: Kornelije Stanković
- 1953: Narodne melodije iz istočne Srbije, amb Srpska akademija nauka i umetnosti, Muzikološki institut